# Honda N-ONE
Honda N-ONE — автомобиль японской компании Honda. Относится к категории кей-каров.
Выпускается с ноября 2012 года по настоящее время. Собирается на заводе в городе Судзука.

## Технические характеристики
Пятидверный Honda N-ONE выпускается в двух кузовах — это DBA-JG1 и DBA-JG2. В кузове DBA-JG2 выпускались только полноприводные автомобили.
Силовая установка — 3-цилиндровый 12-клапанный бензиновый двигатель, объёмом 658 см³. Модель двигателя — S07A, мощность атмосферного 58 лошадиных сил, степень сжатия — 11,2. Мощность двигателя с турбонаддувом — 64 л. с., степень сжатия — 9,2. Версии автомобилей с атмосферными двигателями оснащены системой остановки двигателя во время холостого хода. В настоящее время расход топлива составляет 28,4 км/л—23,0 км/л, в зависимости от комплектации. Для экономии топлива автомобиль оборудован электрическим усилителем рулевого управления.
Масса автомобиля с передним приводом — 840—870 килограмм в зависимости от комплектации. Масса полноприводного автомобиля — 890—920 кг.